# Wieża ciśnień w Kościanie
Wieża ciśnień w Kościanie – wieża ciśnień znajdująca się przy ulicy Czempińskiej w Kościanie w województwie wielkopolskim.

## Historia
Historia kościańskich wodociągów sięga XV wieku, kiedy to drewnianymi rurami wodę kierowano na Rynek, a czerpał ją specjalny pracownik – lejwoda. W późniejszym okresie wykopano 10 studni miejskich. Poziom wód obniżał się w nich znacząco, w związku z czym mieszkańcy czerpali wodę bezpośrednio z kanału Obry, co skutkowało zachorowaniami, a nawet epidemią tyfusu (1896). W latach 1896–1904 wykopano więc studnie typu abisyńskiego, ale i one z czasem nie zaspokajały miejskiego zapotrzebowania na wodę. W 1902 rozpoczęto poszukiwania firmy, która kompleksowo rozwiąże kwestię zaopatrzenia Kościana w wodę. Wygrała koncepcja Xavera Geislera z Poznania. Wieża wraz z wodociągami została zbudowana w stylu neogotyckim, a cała sieć rozpoczęła działalność 18 listopada 1908.
Wieża ucierpiała w 1945, kiedy to została trafiona kilkoma pociskami czołgowymi – uszkodzony był dach, zbiornik na wodę i mury. Została wyremontowana i działała w pełni do lat 60. XX wieku, ale potem, w miarę otwierania kolejnych ujęć wodnych, stanowiła już tylko rezerwuar. Z eksploatacji wyłączono ją w latach 90. XX wieku, zaś w 2013 roku po gruntownym remoncie w jej wnętrzu powstała ścianka wspinaczkowa oraz obserwatorium astronomiczne.

## Architektura
Budowla ma 40 metrów wysokości i została założona na planie kwadratu o boku długości 8,76 metra. Stalowy, nitowany zbiornik wodny systemu Thiema (pojemność 250 m³) umieszczono na wysokości 25 metrów. Geisler, mimo rodzących się w architekturze tendencji modernistycznych stworzył dzieło mocno zindywidualizowane, o formach mocno historycznych. Prawdopodobną inspiracją dla formy wieży mógł być herb Kościana, jak również oddany do ruchu w 1892 londyński Tower Bridge. Cokół wykonano z łamanego kamienia w wątku cyklopowym, ściany z żółtej cegły, a detal z cegły czerwonej. Tarcza wodowskazu przypomina tarczę zegarową. Pod tarczą, w płycinie, umieszczono napis Wasserwerk Kosten (obecnie: Wieża ciśnień).
W 1910 Stowarzyszenie Pruskich Architektów przyznało obiektowi nagrodę, jako najnowocześniejszemu w ówczesnych Niemczech.
7 lipca 2005 budowla została wpisana do rejestru zabytków (wraz z budynkiem stacji pomp i filtrów oraz domem kierownika wodociągów). Wieża była remontowana w latach 2011-2013. Obecnie mieszczą się w niej obserwatorium astronomiczne, ścianki wspinaczkowe i sala konferencyjna. Prawdopodobnie dach budowli jest jedynym na świecie obrotowym dachem obserwatorium astronomicznego o podstawie prostokątnej.
Obiekt otrzymał w 2015 wyróżnienie w konkursie Zabytek Zadbany, w kategorii adaptacja obiektów zabytkowych.